# Täby (comuna)
Täby (em sueco: Täby kommun) é uma comuna da Suécia localizada no condado de Estocolmo. Sua capital é a cidade de Täby. Possui 60.7 quilômetros quadrados e segundo censo de 2018, havia 71 397 habitantes.